# Suzuki Swace
A Suzuki Swace egy kompakt osztályú, hibrid meghajtású kombi autótípus, melyet a Suzuki gyárt.

## Története
A járművet 2020 szeptemberében mutatták be. A Swace-t 2020 novembere óta árulják Európában. A megújult verzió 2023 februárjában debütált.

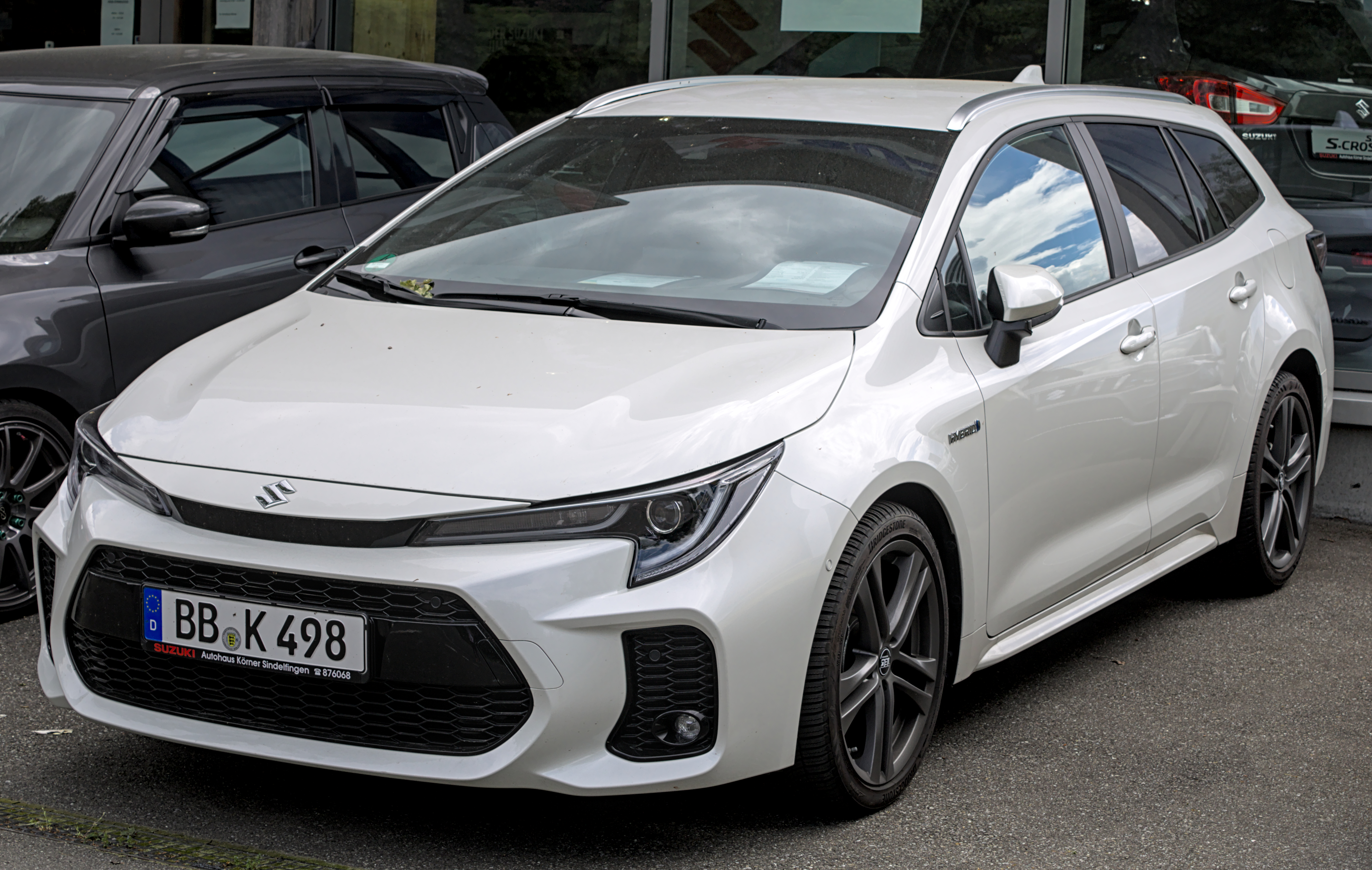
A 2020-as változat elölnézetből
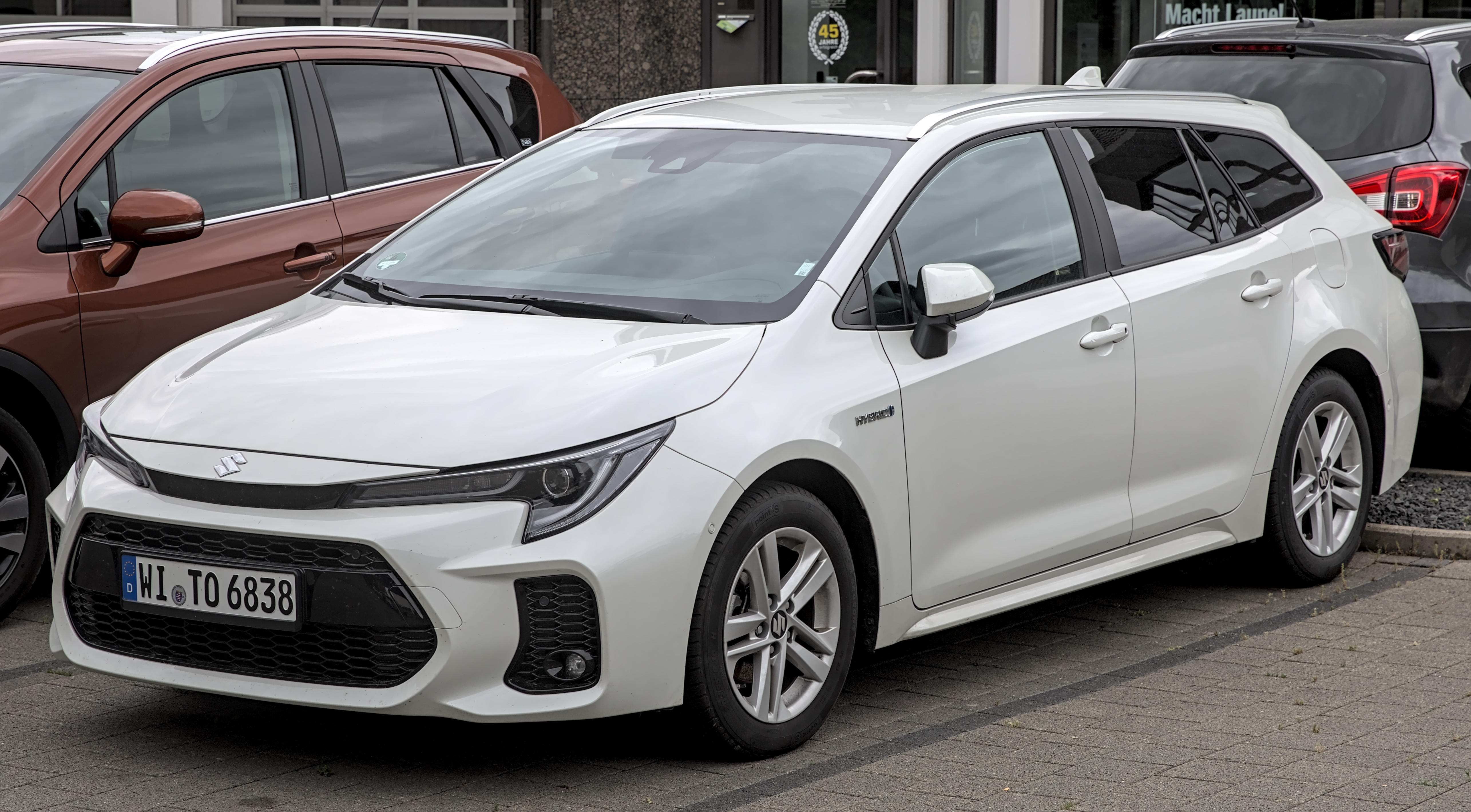
A 2020-as változat elölnézetből
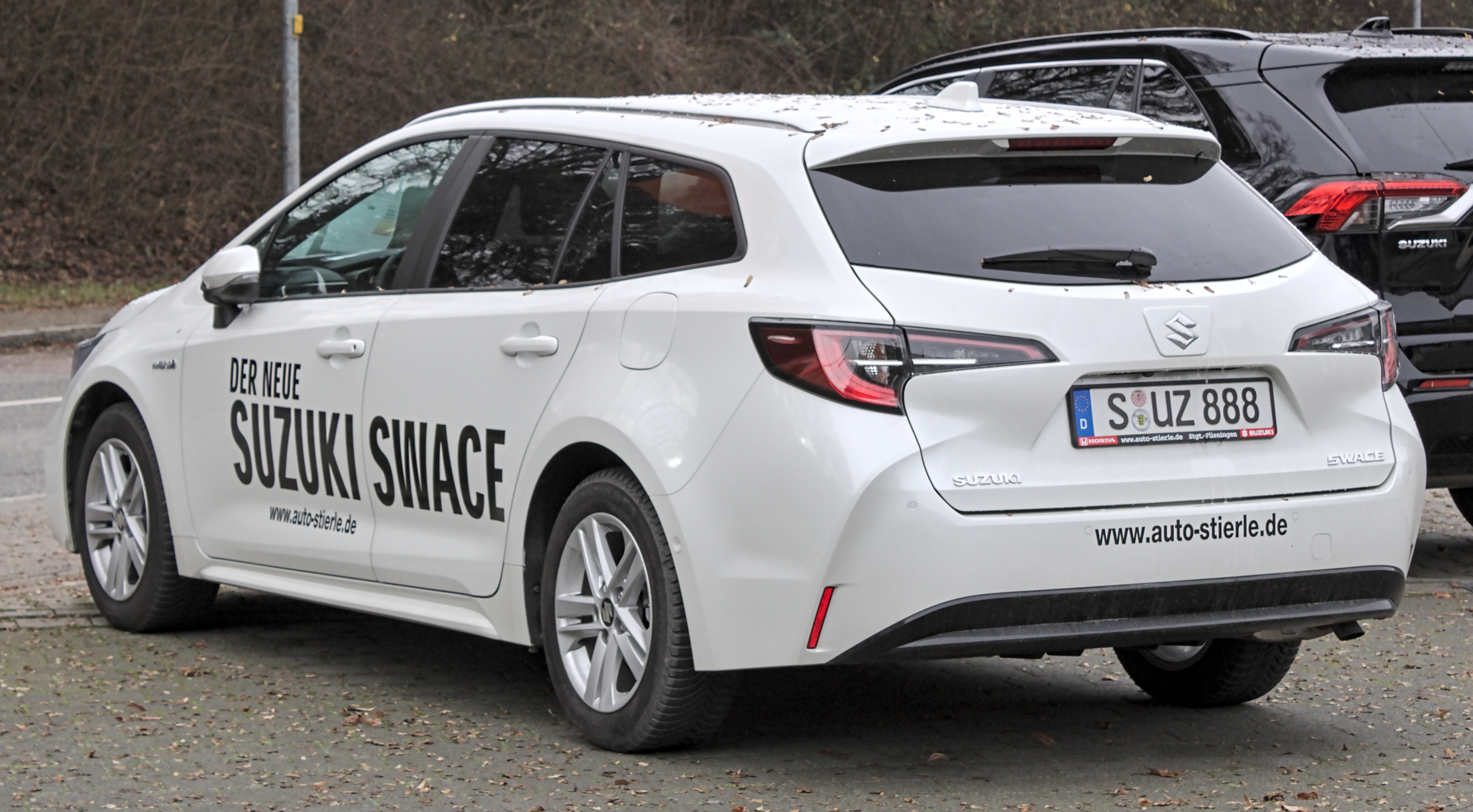
Hátulnézetből
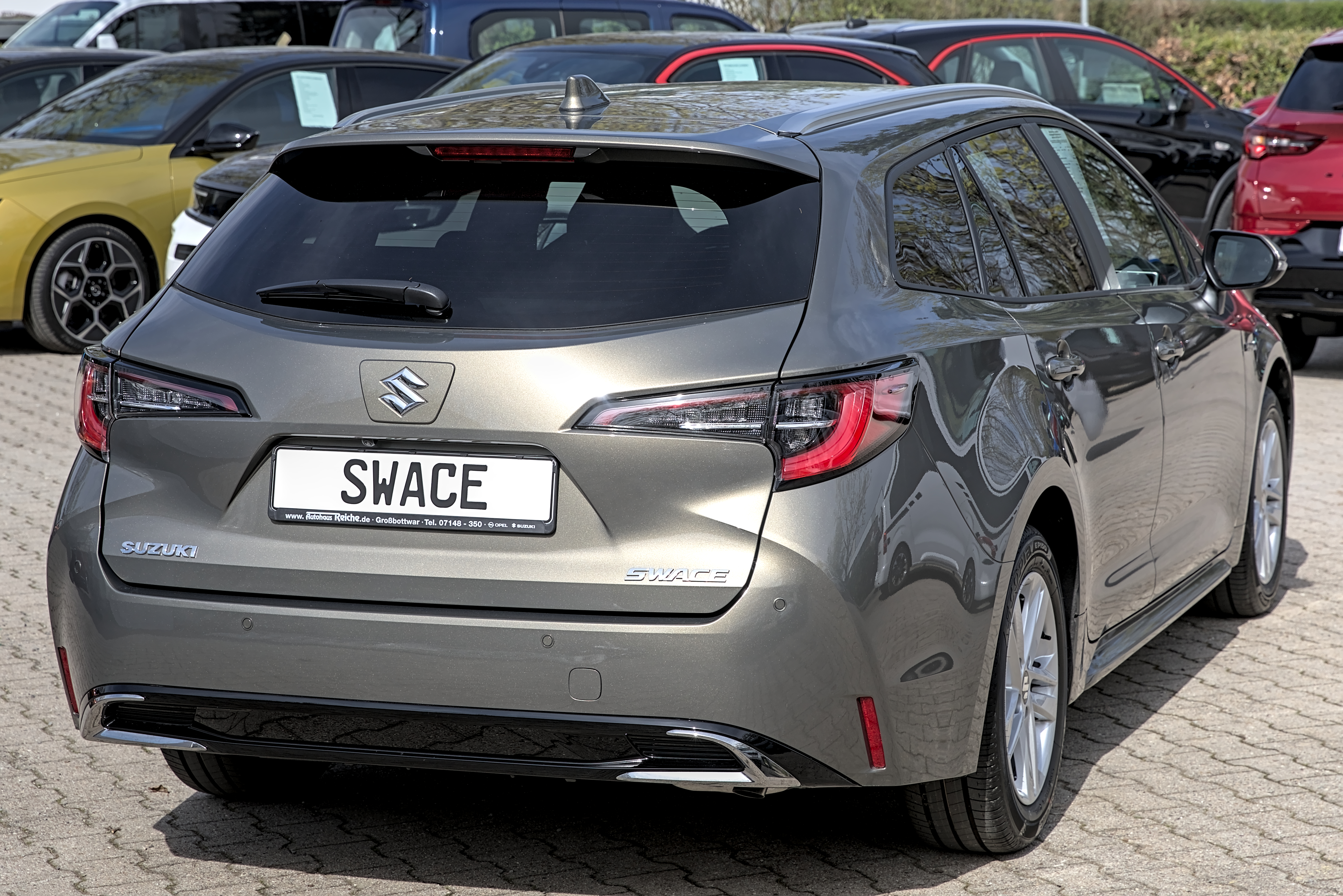
Hátulnézetből
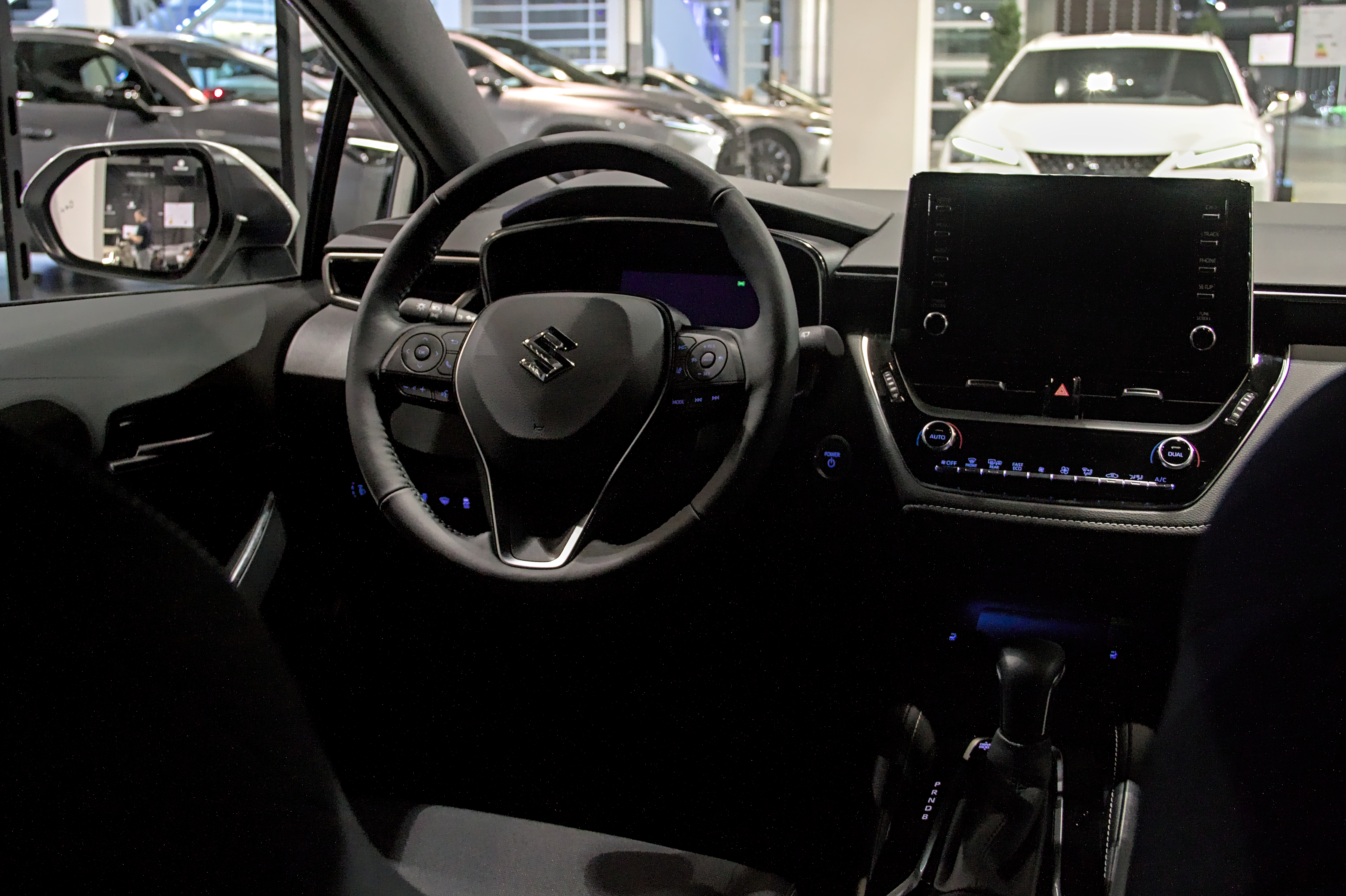
A Suzuki Swace belső tere

## Háttér
A Swace a Toyota E210 Corolla sorozatának kombi változatán alapul, melyet 2018 októberében mutattak be. A két japán gyártó még 2017-ben döntött úgy, hogy együttműködést köt. A Swace mellett a Toyota RAV4-re épülő SUV Across is beépül a Suzuki modellkínálatába.

## Műszaki adatok
Az újításig a full hibridet 1,8 literes 72 kW-os benzinmotor és egy 52 kW-os villanymotor hajtotta. A rendszer teljesítménye 90 kW. A lítium-ion akkumulátor energiatartalma 1,3 kWh. A jármű végsebessége 180 km/óra. Az adatok így megfelelnek a Toyota Corolla adatainak. A megújult változatban az elektromos motor teljesítménye 70 kW-ra, míg a rendszer teljesítménye 103 kW-ra nőtt.
|                                               | 1.8 hibrid                            |                                 |
| Gyártási időszak                              | 2020. november – 2023. február        | 2023. február óta               |
| A motor jellemzői                             |                                       |                                 |
| A motor típusa                                | R4 benzinmotor + villanymotor         | R4 benzinmotor + villanymotor   |
| Max. teljesítmény a benzinmotornál            | 72 kW 5200 ford./percnél              | 72 kW 5200 ford./percnél        |
| Max. teljesítmény a villanymotornál           | 53 kW                                 | 70 kW                           |
| Max. rendszerteljesítmény                     | 90 kW                                 | 103 kW                          |
| Max. nyomaték a benzinmotornál                | 142 Nm 3600 ford./percnél             | 142 Nm 3600 ford./percnél       |
| Max. nyomaték a villanymotornál               | 163 Nm                                | 185 Nm                          |
| Erőátvitel                                    |                                       |                                 |
| Hajtás, normál                                | Elsőkerék-meghajtás                   | Elsőkerék-meghajtás             |
| Sebességváltó, standard                       | Fokozatmentes váltó                   | Fokozatmentes váltó             |
| Paraméterek                                   |                                       |                                 |
| Önsúly                                        | 1475 kg                               | 1475 kg                         |
| Maximális sebesség                            | 180 km/óra                            | 180 km/óra                      |
| Gyorsulás, 0-100 km/h                         | 11,1 mp                               | 9,4 mp                          |
| Az üzemanyag-fogyasztás 100 km-en (kombinált) | 3,4 l Super (NEDC) 4,5 l Super (WLTP) | 4,5 l Super (WLTP)              |
| CO2-kibocsátás (kombinált)                    | 78 g/km (NEDC) 99 g/km (WLTP)         | 102 g/km (WLTP)                 |
| Az üzemanyagtartály kapacitása                | 43 l                                  | 43 l                            |
| Akkumulátor                                   | Lítium-ion akkumulátor: 1,3 kWh       | Lítium-ion akkumulátor: 1,3 kWh |
| EU besorolás szerinti kibocsátási szabvány    | Euro 6d                               | Euro 6d                         |

## Fordítás
Ez a szócikk részben vagy egészben  a   Suzuki Swace című német Wikipédia-szócikk ezen változatának fordításán alapul.  Az eredeti cikk szerkesztőit annak laptörténete sorolja fel. Ez a jelzés csupán a megfogalmazás eredetét és a szerzői jogokat jelzi, nem szolgál a cikkben szereplő információk forrásmegjelöléseként.